# NGC 2411
NGC 2411 é uma galáxia elíptica (E?) localizada na direcção da constelação de Gemini. Possui uma declinação de +18° 16' 55" e uma ascensão recta de 7 horas, 34 minutos e 36,4 segundos.
A galáxia NGC 2411 foi descoberta em 7 de Fevereiro de 1885 por Édouard Jean-Marie Stephan.